# Johann von Clotten (Domherr)
Johann von Clotten (* um 1351 in Klotten; † 8. Mai 1383 in Trier) war ein deutscher Kanoniker und Domherr in Trier.

## Herkunft
Johann von Clotten war ein Sohn des gleichnamigen Vaters und Ritters Johann von Cochem und Enkel des Cochemer Burggrafen Heinrich von Clotten.

## Leben
Im Jahre 1373 bemühte sich Johann von Clotten um die Aufnahme in das Trierer Domkapitel. Da es sich hierbei jedoch um eine Körperschaft im eigentlichen Sinne handelte, konnten nach dem Verständnis dieser Zeit nur Adelige aufgenommen werden. Das führte dazu, dass er eine Ahnenprobe vorlegen musste. Da ihm das gelang, führte dies zur Entdeckung einer der ältesten nachweislichen Ahnenbeurkundungen Deutschlands. Im vorliegenden Fall handelte es sich um eine Anzahl mehrerer Briefe, die Angehörige des Johann von Clotten vom moselländischen Adel im Jahre 1373 an das Trierer Domkapitel richteten, die letztlich durch eine Erklärung des Trierer Erzbischofs Kuno von Falkenstein abgeschlossen werden konnte.  Am 21. April 1373 schrieb Georg von Polch (“Poliche”) als erster einen Brief an Probst, Dechant und Kapitel des Trierer Doms mit folgenden Worten:

„Den allehrwürdigen weisen Herren, dem Domprobst, dem Domdechanten und dem Capitel gemeinlich zu Trier entbiete ich meine billigen Dienste. Ich habe verstanden, daß mein Neffe Johann, Herrn Johanns Sohn von Clotten, Ritter und Burggraf zu Cochem, von sonderlichen Gnaden, sich um eine Kanoniker Stelle im Trierer Dom bemüht. Wissend, daß der Vorgenannte von rechtem Adel, zu Schild und Schwert geboren, mein Neffe und Mage, sowie seines Vaters Sohn ist. Sein Vater und meine Mutter waren Geschwister und stammen aus dem Geschlecht von “Poliche”, genannt Peschile. Dies beurkunde ich mit meinem Eide in aller Bescheidenheit, das dieses so ist und nicht anders.“Des zu Urkunde han ich mein Einsiegel an diesen brieff gedrucket. Gegeben nach Christi geboren Dusent druhundert dru und sybentzig, de nebeste Donnestages na dem heiligen oster Tage.”“

Noch am gleichen Tag schrieben zwei weitere Angehörige des rheinischen Ministerialengeschlechts Boos von Waldeck ihre Erklärungen, dies waren zum einen Dietrich von Waldeck und Johann “Boisze”, dass des letzteren Vater, der Burggraf Heinrich, wegen des Hauses Peschile zu Polch (“Poliche”) ihr rechter Verwandter sei. Am darauffolgenden Tag schrieben auch die Ritter Gobel und Winand von Rore (er war ein Neffe des Vaters von Johann) und zwei Tage später noch Elias von Mertloch, der Alte, nach Trier.
Am 25. Juli 1373 beurkundete schließlich Erzbischof Kuno von Trier die Aufnahme des Sohnes Johann von Clottens in das Domkapitel zu Trier mit den Worten, „daß Johann von Clotten, Burggraf von Cochem, alle seine vier Ahnen von guter ritterart und zum Schilde geboren sind. “ Damit stand Johanns Kanonikat am Trierer Dom nichts mehr im Wege.